# Alessandro Romani (militare)
Alessandro Romani (Roma, 18 luglio 1974 – Farah, 17 settembre 2010) è stato un militare italiano, capitano incursore nel 9º Reggimento d'assalto paracadutisti "Col Moschin".

## Biografia
Inizia la sua carriera militare nel gennaio 1995 quando viene ammesso al 159º corso allievi ufficiali di complemento della Scuola militare di fanteria e cavalleria di Cesano (Roma). Inquadrato tra gli aspiranti paracadutisti, dopo cinque mesi di corso viene assegnato alla Brigata paracadutisti "Folgore". Consegue il brevetto militare a Pisa nel settembre 1995 e successivamente inizia il servizio di prima nomina a Livorno presso il 187º Reggimento, II Battaglione Tarquinia. Alla Caserma "Vannucci", il giovane sottotenente Romani rimane tre anni. Effettivo presso la V Compagnia Pipistrelli, Alessandro matura esperienza e professionalità partecipando a diverse missioni internazionali (Bosnia, Albania).

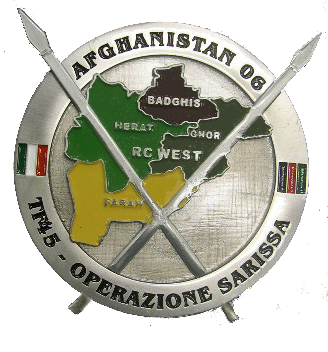
Distintivo della Task Force 45 nelle operazioni in Afghanistan

Dopo il congedo, Romani impiega poco tempo a rientrare nell'Esercito approdando come allievo maresciallo alla Scuola sottufficiali di Viterbo nel 1998, avendone vinto il concorso per il 1º Corso. Fin dall'inizio domanda di entrare nella forze speciali e con il grado di maresciallo, nel marzo 2001, viene mandato al 186º Reggimento paracadutisti "Folgore" di Siena ed inquadrato nella 13ª Compagnia Paracadutisti "Condor" del V Battaglione "El Alamein" in attesa del corso 80b (attualmente corso O.B.O.S., acronimo di Operatore Basico Operazioni Speciali).
Rimane a Siena per circa 10 mesi prima di approdare al 9º Reggimento d'assalto paracadutisti "Col Moschin" dove, nel 2003, consegue la qualifica di incursore paracadutista.
Partecipa a diverse missioni in Iraq ed Afghanistan. Diviene sottotenente nel 2006 partecipando e vincendo il concorso annuale per ufficiali rs. Viene promosso al grado di tenente nel 2008 per anzianità di servizio.
Elemento della Task Force 45, unità composta da forze speciali italiane dislocata in Afghanistan, il 17 settembre 2010, insieme al distaccamento operativo di cui fa parte, viene elitrasportato nella zona di Bakwah, provincia di Herat, per catturare dei terroristi Afghani individuati da un UAV Predator mentre piazzano un ordigno sotto il ponte di una strada.
Ferito ad una spalla nello scontro a fuoco che ne consegue, muore poche ore dopo all'ospedale Role 2 di Farah per arresto cardiocircolatorio dovuto alle ferite riportate. Viene promosso al grado di capitano per onorarne la memoria.
È la trentesima vittima italiana in Afghanistan dall'inizio della missione nel 2004.
Nel 2019 le spoglie vengono traslate nel “Quadrante delle Medaglie” del Cimitero del Verano, a Roma. 

## Riconoscimenti

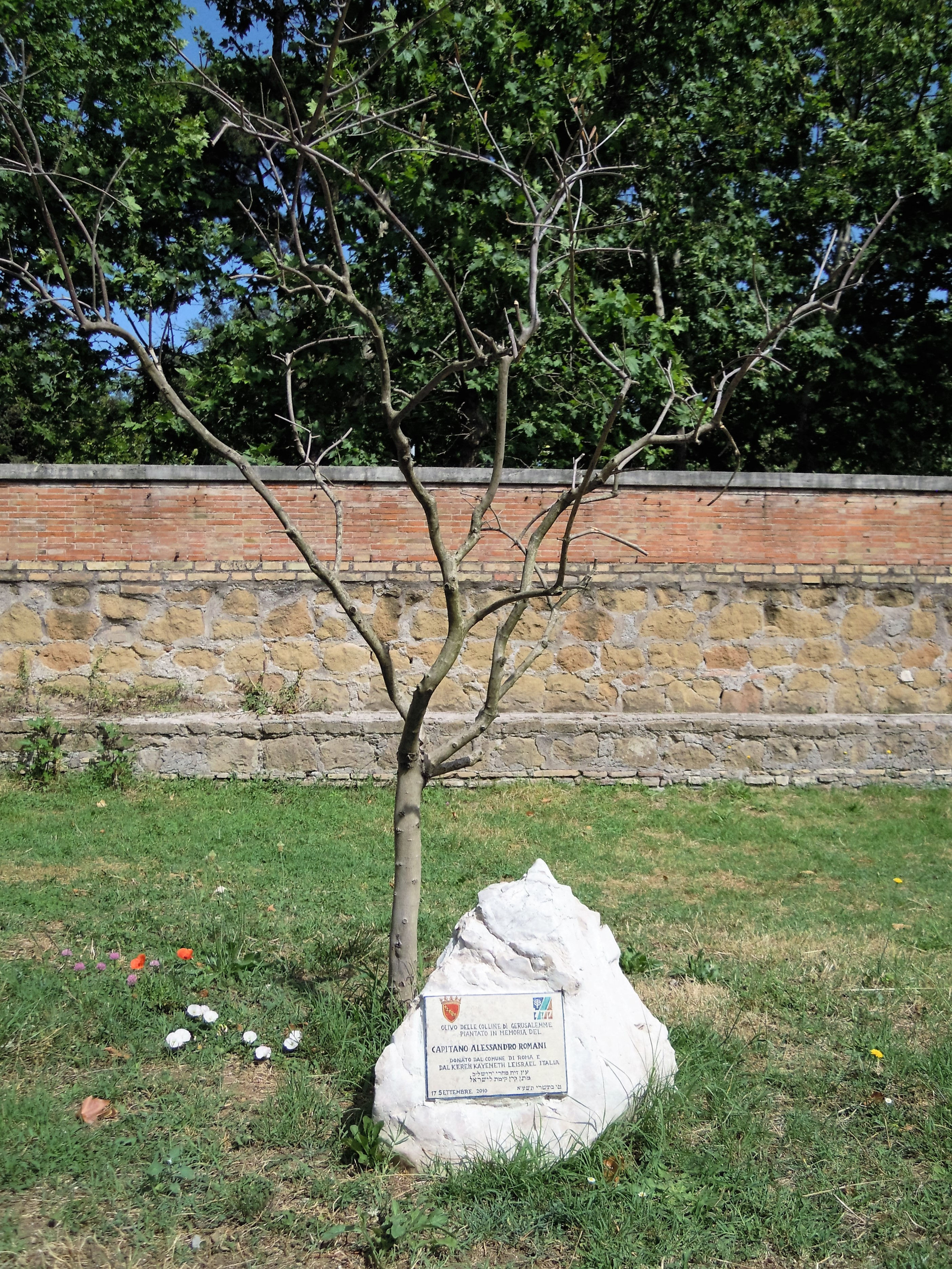
Roma, Villa Torlonia: olivo delle colline di Gerusalemme piantato in memoria del capitano Romani

Il 29 luglio 2011 con decreto del Presidente della Repubblica è stato insignito della Medaglia d'oro al valore dell'Esercito alla memoria, con la seguente motivazione:
Il 23 dicembre 2010 con decreto del Presidente della Repubblica è stato insignito della Croce d'Onore alla memoria, con la seguente motivazione:

## Commemorazione
In onore di Alessandro Romani la sezione di Roma dell'A.N.P.d'I (Associazione Nazionale Paracadutisti d'Italia) ha intitolato un corso di paracadutismo, tenuto da istruttori paracadutisti congedati dalla Brigata Paracadutisti Folgore, svolgendo il programma previsto e attuato dal C.A.PAR. (Centro Addestramento Paracadutisti) di Pisa. Il CXLIII corso "Cap. Par. Inc. Alessandro Romani" è stato portato a compimento, con il conseguimento da parte dei partecipanti del brevetto militare di abilitazione al lancio con paracadute, nel dicembre 2010.
Inoltre, il 52º Corso Forward Air Controller (F.A.C.), tenutosi presso la Scuola di Aerocoperazione di Guidonia (Roma) e l'Aeroporto di Decimomannu (CA) nell'ottobre 2010, fu intitolato alla memoria di Alessandro.